# Dévoluy-Massiv
Das Dévoluy-Massiv (oder gebräuchlicher Dévoluy) ist ein Gebirgsstock im Westen der französischen Alpen. Nach Einteilung der SOIUSA bildet das Dévoluy-Massiv gemeinsam mit dem Vercors-Massiv die Einheit Dauphiné-Voralpen. Die höchste Erhebung des Dévoluy-Massivs, die Grande Tête de l’Obiou (2789 m), ist gleichzeitig höchste Erhebung der Dauphiné-Voralpen. Geologisch wird das Dévoluy den Chaînes subalpines zugerechnet. Diese erstrecken sich als Faltengürtel von der Haute Savoie im Norden bis in die Gegend von Digne im Süden und schließen somit die Chartreuse und das Vercors ein.

## Geografie

### Umgrenzung
Das Massiv wird im Norden und Osten vom Fluss Drac bzw. seinem aufgestauten Teilstück, dem Lac du Sautet, abgegrenzt. Im Süden bildet der Fluss Buëch mit dem östlichen Teil Petit Buëch bzw. dem westlichen Grand Buëch eine Abgrenzung. Die Westflanke des Dévoluy geht in das Vercors-Massiv über mit dem Col de la Croix Haute (1176 m) als Schnittstelle zwischen den Massiven. Zudem schließt sich im Nordwesten des Dévoluy die Tallandschaft des Trièves an das Massiv an.
Administrativ liegt ein Großteil des Dévoluy-Massives in der Region Provence-Alpes-Côte d’Azur (PACA). Der Obiou sowie die Westflanken des Tête de l’Aupet, Grand Ferrand und die Flanken weiterer, im südwestlichen Teil des Massivs gelegener Gipfel sind zumindest teilweise der Region Auvergne-Rhône-Alpes (ARA) zugehörig. Gleichermaßen schneidet die Grenze zwischen den Départements Hautes-Alpes (PACA), Isère und Drôme (beide ARA) den westlichen Teil des Dévoluy.

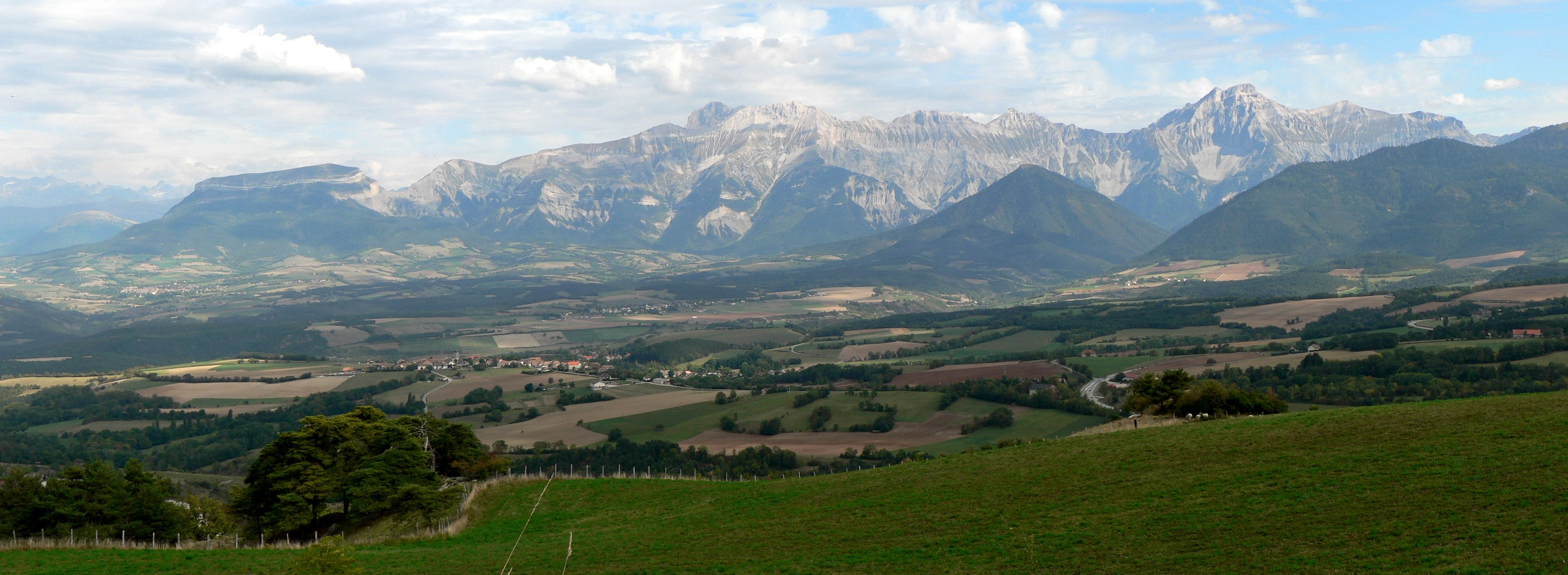
Blick auf die Westflanke des Dévoluy-Massivs. Von links nach rechts: Le Châtel (1937 m), Grande Tête de l’Obiou (2789 m), Tête de la Cavale (2697 m), Le Rougnou (2556 m), Tête de l’Aupet (2627 m), Grand Ferrand (2758 m), Tête de Vallon Pierra (2512 m).

### Untergruppen
Der Bergwanderführer Les plus belles randonnées Trièves Dévoluy des Franzosen Pascal Sombardier teilt das Dévoluy-Massiv in die folgenden Untergruppen auf (jeweils mit höchstem Gipfel):
- Petit et Grand Obiou (Grande Tête de l’Obiou, 2789 m)
- Trièves Oriental - Bassin de Mens (Le Châtel, 1937 m)
- Trièves Oriental - Cirque de Tréminis (Les Charances de Ferrand, 2470 m)
- Haut Buëch - Cirque de la Jarjatte (Rocher Rond, 2453 m)

- Dévoluy Central - Les vallons du Dévoluy (Grand Ferrand, 2758 m)
- Dévoluy Oriental - La Montagne de Farraut et le Champsaur (Pic Pierroux, 2377 m)

- Dévoluy Méridional - Plateau de Bure (Pic de Bure, 2709 m)

### Gipfel
Die zehn höchsten Gipfel des Dévoluy-Massives sind:
1. Grande Tête de l’Obiou (2789 m)
2. Grand Ferrand (2758 m)
3. Petit Ferrand (2724 m)
4. Pic de Bure (2709 m)
5. Tête de la Cavale (2697 m)
6. Tête de la Cluse (2683 m)
7. Dent d’Aurouze (2679 m)
8. Le Bonnet de l'Evêque (2663 m)
9. Tête de l'Aupet (2627 m)
10. Tête des Pras Arnaud (2617 m)

### Benachbarte Gebirgsgruppen
Das Dévoluy-Massiv grenzt an folgende Gebirgsgruppen der Alpen:
- Taillefer-Massiv (im Norden)
- Vercors-Massiv (im Westen)
- Écrins-Massiv (im Osten)

Im Süden schließt sich die Mittelgebirgslandschaft Pays du Buëch an, die jedoch vereinzelt Hochgebirgsgipfel wie die Montagne de Céüse (2016 m) aufweist.

## Geologie

### Gestein

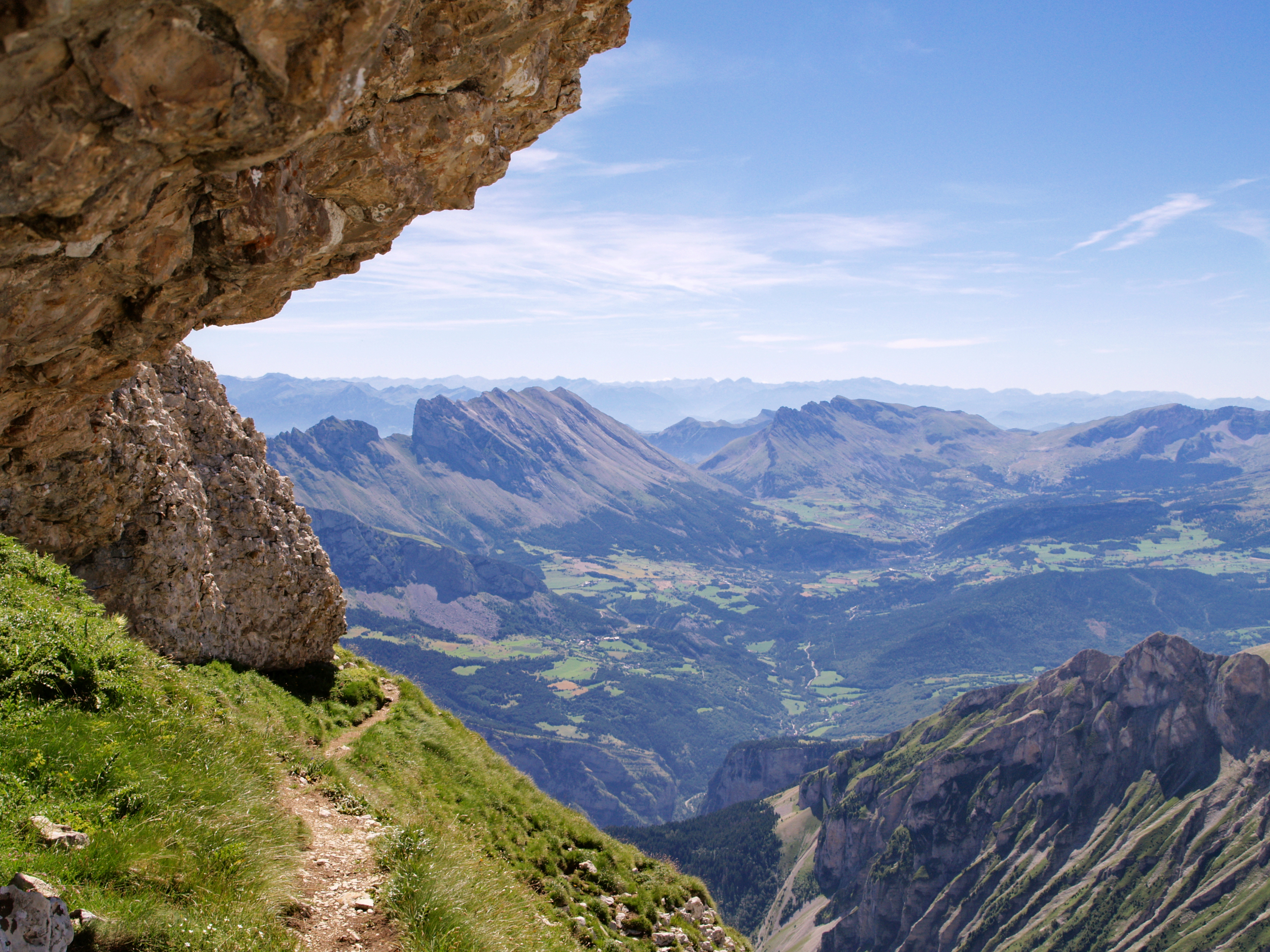
Blick unterhalb des Gipfels der Grande Tête de l’Obiou auf das Dévoluy Central und die südöstlichen Ausläufer des Dévoluy-Massivs

Die Kämme des Dévoluy-Massivs werden von kreidezeitlichem Kalkgestein dominiert. Oberhalb von 2000 m handelt es sich insbesondere um Gestein aus der Oberkreide (100.5–66 mya), darunter stehen Kalkgesteine aus der Unterkreide (145,0–100,5 mya) unter anderem in Form von Mergelkalk an. Unterhalb von 1000 m beginnen an der Westflanke des Dévoluy die so genannten Terres Noires, eine von dunklem Mergel durchzogene Formation aus dem Oberjura (163,5–145,0 mya). Im östlichen Zentrum des Dévoluy-Massivs entstanden vorwiegend im Oligozän (33,9–23,0 mya) Molassebänke.

### Gebirgsbildung
Die charakteristischen, steil aufragenden, gefalteten Felskämme des Dévoluy-Massivs sind das Ergebnis der alpinen Gebirgsbildung, die sich über mehrere Phasen erstreckte. Eine frühe Phase, die so genannte Pyrenäische Phase, begann in der Oberkreide und führte im Dévoluy zu der Ausprägung von OW-verlaufender Falten. Die Hauptdeformationsphase für große Teile der Châines subalpines und auch für das Dévoluy-Massiv ist jedoch das späte Eozän sowie das Oligozän, welches durch die Subduktion des europäischen Kontinentalrandes und Überlagerung durch die Kruste des adriatischen Kontinentalrandes geprägt ist. Im Dévoluy führte dies zu der Ausbildung NNW-SSO-orientierter Faltungen sowie von Dehnungsbrüchen im nordöstlichen Teil der Gebirgsgruppe.

## Ortschaften und touristische Infrastruktur
Das Dévoluy-Massiv ist sehr dünn besiedelt. Zu den Ortschaften bzw. Gemeindezusammenschlüssen mit über 500 Einwohnern zählen im Jahr 2020 La Roche-des-Arnauds (1578 Einwohner), Mens (1406 Einwohner), Dévoluy (904 Einwohner), Montmaur (537 Einwohner) und Lus-la-Croix-Haute (528 Einwohner). Die zentral innerhalb des Massivs gelegene Kommune Dévoluy besitzt unter den genannten Ortschaften die mit Abstand größte Gemeindefläche und gilt als sehr dünn besiedelt. Die Ortschaften mit mehr als 1000 Einwohnern (La-Roche-des-Arnauds und Mens) befinden sich am Rand des Dévoluy-Massivs. La-Roche-des-Arnauds liegt bereits im Einzugsgebiet von Gap, einer regional bedeutsamen Stadt mit circa 40000 Einwohnern.
Das Gebirgsmassiv ist in touristischer Hinsicht insbesondere für seine Wintersportmöglichkeiten im südlichen Teil, auf dem Plateau de Bure bekannt. Dort befinden sich mehrere Wintersportzentren und zahlreiche Skilifte. Hervorzuheben ist die eigens für den Wintersport gegründete Siedlung Superdévoluy auf etwa 1500 m Höhe. Neben dem Wintersport besitzt das Dévoluy in der französischsprachigen Bergsteigercommunity den Ruf eines Eldorados für Klettertouren in beinahe sämtlichen Schwierigkeitsstufen. Von besonderem Reiz sind die zahlreich vorhandenen Karsthöhlen bzw. Chourum. Als Chourum werden in dem lokalen Dialekt dévoluard insbesondere die nach mehreren Seiten offenen, hallenartigen Höhlenruinen im erodierten Kalkgestein bezeichnet.